# 鲍拉日·伊丽莎白
鲍拉日·伊丽莎白（匈牙利語：Balázs Erzsébet，1920年10月15日—2014年11月24日），匈牙利女子竞技体操运动员。她曾代表匈牙利获得1948年夏季奥运会体操比赛女子团体全能银牌。她于2014年在布达佩斯去世。